# تروتیس‌کلیف
تروتیس‌کلیف (به انگلیسی: Trottiscliffe) یک روستا و محله مدنی در بریتانیا است که در Tonbridge and Malling واقع شده‌است. تروتیس‌کلیف ۴۸۵ نفر جمعیت دارد.